# OR4F5
Olfaktorni receptor familija 4 podfamilija F član 5 je protein koji je kod ljudi kodiran genom OR4F5.

## Funkcija
Olfaktorni receptori formiraju interakcije s molekulama mirisa u nosu, kako bi pokrenuli neuronski odgovor koji pokreće percepciju mirisa. Olfaktorni receptorski proteini članovi su velike porodice G-protein-spregnutih receptora (GPCR) koji proizlaze iz pojedinačnih gena za kodiranje eksona. Olfaktorni receptori dele strukturu 7-transmembranskog domena s mnogim neurotransmiterskim i hormonskim receptorima i odgovorni su za prepoznavanje i transdukciju mirisnih signala posredovanu G proteinom. Familija gena olfaktornih receptora najveća je u genomu. Nomenklatura dodeljena genima i proteinima olfaktornih receptora za ovaj organizam je nezavisna od drugih organizmima.

## Trivija
OR4F5 prvi gen koji kodira protein na ljudskom hromozomu 1. 